# Complexo hidróxido férrico-polimaltose
Complexo hidróxido férrico-polimaltose é uma substância utilizada como medicamento pertencente ao grupo e sub-grupos:
- Sangue
  - Antianémicos
    - Compostos de ferro
      - Preparações de ferro trivalente

## Indicações
- Tratamento de anemias por défice de ferro. Administra-se habitualmente por via oral.[2]

## Reacções adversas
- Vómitos.
- desconforto epigástrico.
- dor abdominal.
- diarreia.

Nota: Estas reacções adversas podem desaparecer se for reduzida a dose administrada.

## Contra indicações e precauções
- Não deve ser administrado a doentes que tenham história de intolerancia a preparações orais.

## Interacções
Apresenta interações com as seguintes substâncias ou grupos de substâncias:
- fluorquinolonas.
- levodopa.
- metildopa.
- penicilamina.
- tetraciclinas.
- ácido micofenólico.

## Posologia
- Adultos – 100 mg a 200 mg de ferro por dia, administrado em uma ou duas tomas.
- Crianças - Até 5 mg de ferro por kg por dia durante cerca de 3 meses.

Nota: deve ser tomado durante ou após a refeição

## Farmacocinética
- O Complexo hidróxido férrico-polimaltose é formado por hidróxido férrico e por isomaltose.

## Excreção
- Excretado em parte pela urina, podendo alterar a sua coloração.

## Classificação
- MSRM
- ATC – B03AB44

## Nomes Comerciais
| NOME DO MEDICAMENTO | PAÍSES ONDE É COMERCIALIZADO                                |
| Ferranin            | Argentina                                                   |
| Ferrosig            | Austrália                                                   |
| Ferrum H            | Austrália, Nova Zelândia                                    |
| Maltofer            | Chile, Finlândia, França, Hungria, Malásia, Portugal, Suíça |
| Noripurum,Sucrofer  | Brasil                                                      |
| Ferrum Hausmann     | Alemanha, Grécia, Hong Kong, Portugal, Singapura, Suíça     |
| Hemafer             | Grécia                                                      |
| Phosfomin Iron      | Índia                                                       |
| Ferrum              | Irlanda                                                     |
| Ferripel-3          | Israel                                                      |
| Intrafer            | Itália                                                      |
| Ferranina           | México                                                      |
| Ferrimed DS         | África do Sul                                               |
| Ferrimed            | África do Sul                                               |